# 墨爾本騎士足球會
墨爾本騎士足球會（Melbourne Knights Football Club）是一支澳大利亞職業足球會，總部位於墨爾本的Sunshine North郊區，球隊目前參加維多利亞全國超級聯賽，是澳大利亞足球聯賽系統下的次級聯賽，屬於澳大利亞職業足球聯賽的下屬聯賽。墨爾本騎士是澳大利亞最成功的足球會之一，曾在已經不存在的全國足球聯賽（National Soccer League）中兩次贏得總冠軍和四次贏得常規賽冠軍。
球隊位於墨爾本的西郊，得到許多克羅地亞裔澳大利亞社區的支持，並對其克羅地亞根源的認同仍然很強。亦是 澳大利亞-克羅地亞足球錦標賽的常規參賽隊伍之一。墨爾本騎士的主場是騎士體育場，該場地容納1.5萬人，並由俱樂部自1989年以來擁有和經營。除了男子和女子隊之外，騎士足球俱樂部還擁有各年級的青少年球隊。

## 歷史
墨爾本騎士成立於1953年，由一群居住在墨爾本西區的克羅地亞移民創立，1953年4月10日進行第一場比賽，翌年成為維多利亞足球聯盟的會員，同年首次參加新成立的維多利亞臨時聯賽的比賽，球隊很快就晉升到州級聯賽，到了1960年代中期，已經成為維多利亞州最強的俱樂部之一，並在1968年、1978年和1979年贏得了州級聯賽冠軍。經過多年的爭取，騎士隊於1984年終於加入了澳大利亞頂級足球聯賽—全國足球聯賽（National Soccer League）。到了1990年代，墨爾本騎士成為了澳大利亞最優秀的足球會，連續六個賽季進入NSL總決賽，其中贏得1994-95和1995-96兩次冠軍。在NSL解散後，墨爾本騎士降級至維多利亞全國超級聯賽，並在2008年進入了總決賽。2014年，墨爾本騎士贏得多克蒂杯（Dockerty Cup），這是球隊18年來的首個重要獎項。

## 榮譽
- 全國足球聯賽（National Soccer League）總冠軍: 2

 ：1994–95, 1995–96
- 全國足球聯賽（National Soccer League）亞軍: 3

 1990–91, 1991–92, 1993–94
- 全國足球聯賽（National Soccer League）常規賽冠軍: 4

 1990–91, 1991–92, 1993–94, 1994–95
- 全國足球聯賽（National Soccer League）常規賽亞軍: 1

 1995–96
- NSL盃冠軍: 1

 1994–95
- NSL盃亞軍: 1

 1984

## 備注
1. ↑  . int.soccerway.com.   [2018年4月27日]. （原始内容存档于2023年6月13日）.
2. ↑  . www.melbourneknights.com.au. 2014年9月  [2018年4月27日]. （原始内容存档于2018年7月2日）.

## 外部鏈接
- 墨爾本騎士官方網站 （页面存档备份，存于）